# جودة الحياة العملية

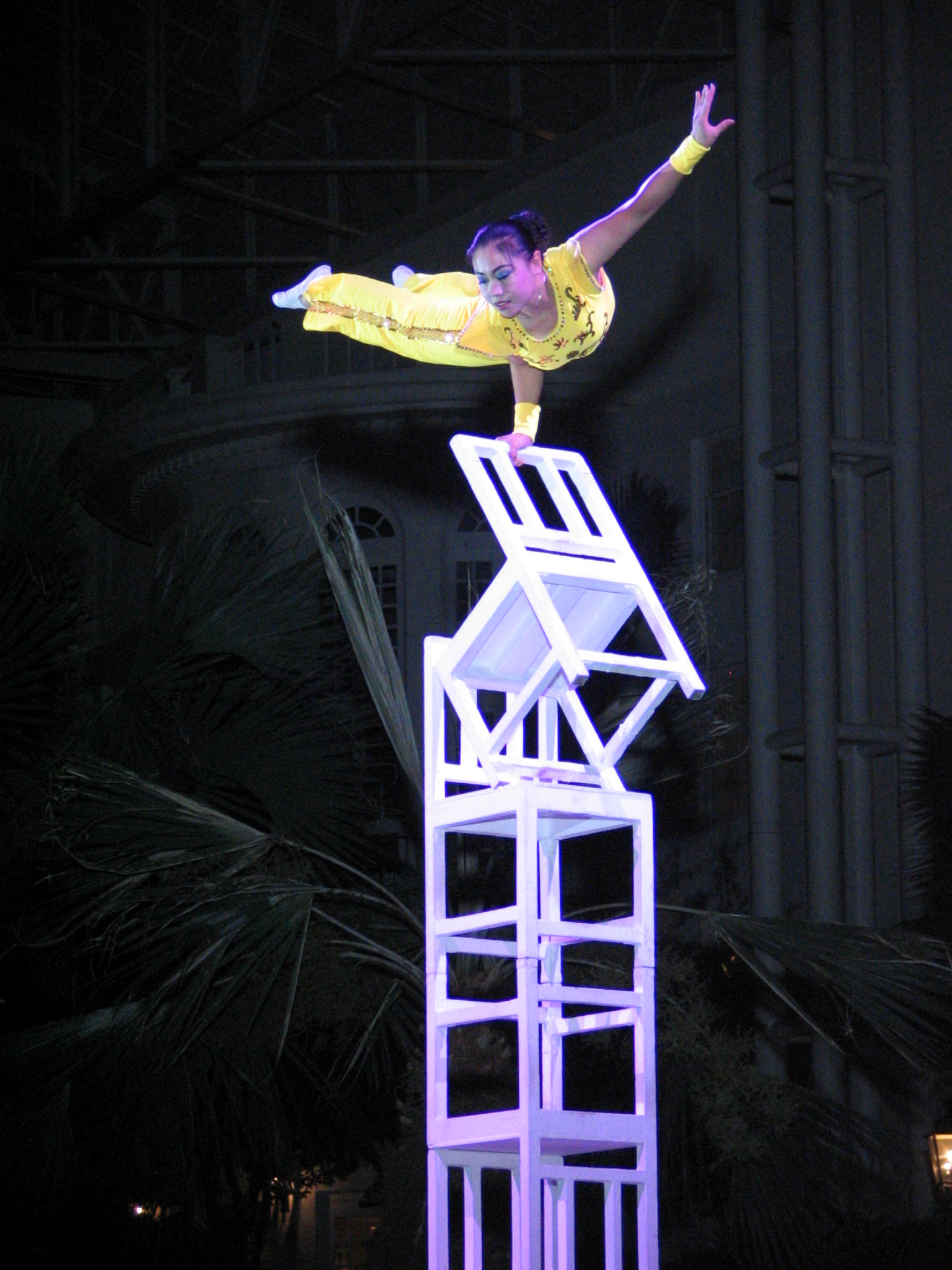
أهمية الأنشطة الثقافية والترفيهية في تعزيز جودة الحياة العملية

تصف جودة الحياة العملية التجربة الإنسانية الواسعة المتعلقة بالوظيفة. فقد اقترح العديد من المؤلفين والباحثين نماذج لجودة الحياة العملية، شملت مجموعة واسعة من العوامل، والتي تُصنف أحيانًا على أنها «عوامل محفزة» والتي إذا كانت موجودة يمكن أن تجعل تجربة العمل إيجابية، و«عوامل النظافة» التي في حالة نقصها ترتبط بدرجة أكبر بعدم الرضا.  تم تطوير عدد من مقاييس التصنيف بهدف قياس الجودة الشاملة للحياة العملية أو جوانب معينة منها.  لفتت بعض المنشورات الانتباه إلى أهمية جودة الحياة العملية لكل من الموظفين وأرباب العمل وكذلك لأداء الاقتصاد الوطني.

## النماذج والمكونات

### هاكمان وأولدهام (1976)
لفت هاكمان وأولدهام (1976) الانتباه لما وصفوه بالحاجة إلى النمو النفسي بما له من علاقة بجودة الحياة العملية، مجموعة من هذه الاحتياجات كانت:
- تنوع المهارات
- وضوح الواجبات
- أهمية الواجبات
- الاستقلالية
- التقييم

واقترحوا أنه يجب تلبية هذه الاحتياجات إذا كان الموظفون سيختبرون جودة عالية من الحياة العملية.

### تايلور (1979)
على النقيض من هذه النماذج القائمة على النظريات، حدد كوبر ومومفرد (1979) بشكل أكثر واقعية المكونات الأساسية لجودة الحياة العملية كعوامل وظيفية خارجية أساسية مثل الأجور وساعات العمل وظروف العمل ومفاهيم الوظيفة الجوهرية المتعلقة بطبيعة العمل نفسه.
واقترحوا إضافة عدد من الجوانب الأخرى، بما في ذلك:
- القوة الفردية
- مشاركة الموظف في الإدارة
- العدالة والإنصاف
- الدعم الاجتماعي
- استخدام المهارات الحالية للفرد
- تطوير الذات
- مستقبل وظيفي هادف
- التأثير على أنشطة العمل الإضافية

اقترح كل من كوبر ومومفرد أن الجودة ذات الصلة لمفاهيم الحياة العملية قد تختلف وفقًا للمؤسسة ومجموعة الموظفين.

### وار وآخرون (1979)
حقق وار وزملاؤه (1979) حول جودة الحياة العملية، واخذوا في نظر الاعتبار مجموعة من العوامل التي بدت ذات صلة، بما في ذلك:
- الانسجام في العمل
- الدافع الذاتي للعمل
- الخصائص الوظيفية المتصورة ذاتيا
- الرضا الوظيفي
- الرضا عن الحياة
- السعادة
- القلق

فقد ناقشوا مجموعة من الروابط التي استشفوها من عملهم، فمثلا الرابطة بين الانسجام في العمل والرضا الوظيفي، وبين الدافع الذاتي للعمل والرضا الوظيفي، وبين الخصائص الوظيفية المتصورة ذاتيا والرضا الوظيفي. فقد وجدوا على وجه الخصوص دليلًا على وجود علاقة معتدلة بين الرضا الوظيفي الكلي والرضا التام عن الحياة والسعادة. مع ارتباط مهم لكن أقل قوة مع القلق.
ففي حين أكد بعض المؤلفين على اهمية مكان العمل في جودة الحياة العملية، أكد آخرون على أهمية العوامل الشخصية والرفاهية النفسية والمفاهيم الأوسع للسعادة والرضا عن الحياة.
ومع ذلك، فإن العوامل التي تؤثر بشكل واضح ومباشر على العمل كانت بمثابة بؤرة الاهتمام الرئيسية، حيث حاول الباحثون استخلاص التأثيرات المهمة على جودة الحياة العملية في مكان العمل.

### سيرجي وآخرون (2001)
تم اقتراح جودة الحياة العملية كعامل من الدرجة الثانية مع سبعة أبعاد من الدرجة الأولى:
- احتياجات الصحة والسلامة
- الاحتياجات الاقتصادية والعائلية
- الحاجات الاجتماعية
- احتياجات التقدير
- احتياجات التنفيذ
- احتياجات المعرفة
- الاحتياجات الجمالية

فلقد حددوا جودة الحياة العملية على أنها إشباع هذه الاحتياجات الأساسية من خلال الموارد والأنشطة والنتائج الناشئة عن المشاركة في مكان العمل. وتم النظر إلى هذه الاحتياجات على النحو الذي حدده عالم النفس أبراهام ماسلو على أنها ذات صلة في دعم هذا النموذج، والتي تغطي الصحة والسلامة والاقتصاد والأسرة والاحترام والتطبيق والمعرفة والجماليات، وعلى الرغم من أهمية الجوانب غير المتعلقة بالعمل فإنه يتم التقليل من شأنها وينصب الاهتمام على جودة الحياة العملية بدلاً من المفهوم الأوسع لجودة الحياة.

### ننوجنديسواراسوامي وسواني (2013)
هنا تم تحديد مجموعة من المكونات لقياس جودة الحياة العملية للموظفين في المؤسسات الفنية الخاصة:
- بيئة العمل
- ثقافة وبيئة المنظمة
- العلاقة والتعاون
- التدريب والتطوير
- التعويضات والمكافآت
- الخدمات
- الرضا الوظيفي والأمن الوظيفي
- استقلالية العمل
- كفاية الموارد

## مناقشة
باختصار، وبعد النظر في الأمر، يختلف المؤلفون في وجهات نظرهم حول المكونات الأساسية لنوعية الحياة العملية.
فقد تم الاتفاق بشكل عام على أن جودة الحياة العملية تشبه من الناحية المفاهيمية رفاهية الموظفين ولكنها تختلف عن الرضا الوظيفي الذي يمثل مجال مكان العمل فقط.
إن جودة الحياة العملية ليست مفهومًا موحدًا، ولكن يُنظر إليها على أنها تتضمن تسلسلًا هرميًا لوجهات النظر التي لا تشمل فقط العوامل القائمة على العمل مثل الرضا الوظيفي والرضا عن الأجر والعلاقات مع الزملاء ولكن أيضًا العوامل التي تعكس على نطاق واسع الرضا عن الحياة والشعور العام بالرفاهية. وفي الآونة الأخيرة، تم تحديد الإرهاق المرتبط بالعمل والعلاقة بين مجالات العمل والحياة غير العملية على أنها عوامل يجب تضمينها من الناحية المفاهيمية في جودة الحياة العملية.

## تطبيقات
يمكن أن يوفر التقييم المنتظم لجودة الحياة العملية للمنظمات معلومات مهمة حول رفاهية موظفيها، مثل الرضا الوظيفي والرفاهية العامة والضغط المرتبط بالعمل والتداخلات بين العمل والمنزل. وقد أظهرت الدراسات في قطاع الجامعات البريطانية وجود مقياس صالح لجودة الحياة العملية ويمكن استخدامه كأساس للتدخلات الفعالة.
أفادت دراسة وورال  وكوبر (2006) أن المستوى المنخفض من الرفاهية في العمل يقدر بتكلفة حوالي 5-10٪ من الناتج القومي الإجمالي سنويًا، ومع ذلك تظل جودة الحياة العملية كبناء نظري غير مستكشفة وغير مبررة نسبيًا  ضمن أدبيات أبحاث علم النفس التنظيمي.
يؤكد منشور صادر عن المعهد الوطني للتميز السريري على الدور الأساسي لتقييم وفهم الطريقة التي تشكل بها بيئات العمل مخاطر على الرفاهية النفسية من خلال افتقار القدرة على التحكم والطلبات المفرط. وينبع تركيزالمعهد على تقييم الرفاهية ومراقبتها من حقيقة أن هذه العمليات هي الخطوة الأولى والرئيسية في تحديد مجالات تحسين جودة الحياة العملية ومعالجة المخاطر في العمل.